# Castillo de Haro
El castillo de Haro es un castillo renacentista del siglo XV situado en el término del municipio español de Villaescusa de Haro (Cuenca). 
El edificio original fue construido en el siglo XIII por Diego López de Haro y posteriormente destruido por Sancho IV de Castilla. Fue reconstruido en el siglo XV por la Orden de Santiago. Conserva su distribución original, con planta cuadrada y cubos circulares en las esquinas. Aún conserva dos de los muros del edificio principal. Rodeando el castillo había un muro con refuerzos circulares en las esquinas y cañoneras.